# Karla Suárez
Pour les articles homonymes, voir Suárez.
Karla Suárez est une écrivaine cubaine, née à La Havane (Cuba) en 1969. Elle est aussi ingénieur en informatique.

## Biographie
Elle est née à La Havane en 1969. Après des études en ingénierie électronique à Cuba, elle partage son temps entre un métier d'ingénieur et la création littéraire. En 1998, elle s'est installée à Rome, puis à Paris. 
Avec son premier roman Tropique des silences en 1999, elle a obtenu le Prix du premier roman en Espagne (Lengua de Trapo) et elle a été sélectionnée par le journal El Mundo parmi les 10 meilleurs nouveaux écrivains de l'année 2000. En 2010, le roman Tropique des silences a été adapté au théâtre en France pour la compagnie de théâtre Peu Importe et, en 2013, l'ensemble choral universitaire de Montpellier, Ecume, présente Cubana soy, une création pour le théâtre musical. Un druxième roman est publié en 2005, La Voyageuse
Ses romans ont été traduits en plusieurs langues.
Elle a également publié des recueils de nouvelles. Plusieurs de ses nouvelles ont été publiées dans des anthologies à Cuba, en Espagne, en Italie, aux États-Unis, en France, en Pologne, en Grande-Bretagne et dans plusieurs pays de l’Amérique latine, ainsi que dans des revues de différents pays. En 1996, sa nouvelle Anniversaire a été adaptée au théâtre. En 2002, deux de ses nouvelles ont été adaptées à la télévision cubaine. 
En 2007, Karla Suárez a été sélectionnée par le Hay Festival (es) et Bogota Capitale mondiale du livre parmi les « 39 meilleurs écrivains de moins de 39 ans d’Amérique latine ».
En France, elle a bénéficié de différentes bourses d’écriture (Centre national du livre, l'agence régionale pour l'écrit et le livre en Aquitaine (l’ARPEL), la maison des écrivains étrangers et des traducteurs de Saint-Nazaire). 
Elle a publié aussi des livres avec les photographies de l’italien Francesco Gattoni (récit de voyage autobiographique à Cuba et à Rome), et un recueil de nouvelles avec les photographies du Luxembourgeois Yvon Lambert.  
Elle a donné des ateliers d’écriture littéraire en Italie et en France. Elle a écrit pour le journal El País. 
En 2012, son roman La Havane, année zero a remporté le Prix Carbet de la Caraïbe et du Tout-Monde et le Grand Prix du Salon du livre insulaire de Ouessant en France.
Après avoir vécu quelques années à Rome, puis à Paris, elle réside actuellement à Lisbonne. Elle anime le Club de lecture de l'Institut Cervantes de Lisbonne. Elle est de plus professeur d’écriture de l’Escuela de Escritores à Madrid.

## Œuvres

### Romans
- 1999 : Silencios, Prix du premier roman en Espagne 1999  (ISBN 2-86424-549-3).
- 2005 : La Viajera  (ISBN 84-96284-82-4).
- 2011 : Habana año cero, Prix Carbet de la Caraïbe et du Tout-monde et Grand Prix du Livre insulaire en France en 2012  (ISBN 978-959-308-204-4).
- 2017 : El Hijo del héroe[4]  (ISBN 979-10-226-0693-6).
- 2024 : Objetos perdidos, Mexico, Editorial Planeta Mexicana  (ISBN 978-607-39-1937-1).

### Recueils de nouvelles
- 1999 : Espuma, La Havane, Éditions Letras cubanas,  (ISBN 959-10-0485-0) ; Bogota, Éditions Norma, 2002  (ISBN 958-04-7014-6).
- 2001 : Carroza para actores, Bogota, Éditions Norma  (ISBN 958-04-6278-X).
- 2007 : Grietas en las paredes  (ISBN 978-2-916249-22-3).

### Traductions françaises

#### Romans
- 2002 : Tropique des silences, trad. par François Gaudry de Silencios, Paris, Éditions Métailié, coll. « Suites »  (ISBN 2-86424-432-2).
- 2005 : La Voyageuse, trad. par Claude Bleton de La Viajera, Paris, Éditions Métailié  (ISBN 2-86424-547-7).
- 2012 : La Havane année zéro, trad. par François Gaudry de Habana, año cero, Paris, Éditions Métailié  (ISBN 978-2-86424-861-3).
- 2017  : Le Fils du héros, trad. par François Gaudry de El Hijo del héroe, Paris, Éditions Métailié  (ISBN 979-10-226-0693-6).
- 2025 : Objets perdus, trad. par René Solis de Objetos perdidos, Paris, Éditions Métailié  (ISBN 979-10-226-1488-7).

#### Nouvelles
- 2001 : Un poème pour Alicia, trad. par Liliane Hasson de Un poema para Alicia in Des nouvelles de Cuba : 1990-2000, Éditions Métailié, coll. « Suites »   (ISBN 978-2-86424-376-2).
- 2007 : Lézardes, trad. par Claude Bleton de Grietas en las paredes, photographies de Yvon Lambert, Bruxelles, Éditions Husson  (ISBN 978-2-916249-14-8).
- 2010 : « La Collectionneuse », trad. de Vanessa Capieu, in Les Bonnes Nouvelles de l'Amérique latine, Gallimard, coll. « Du monde entier »  (ISBN 978-2-07-012942-3).

#### Récits de voyages
- 2007 : Cuba, les chemins du hasard, trad. par Claude Bleton de Cuba, los caminos del azar, photographies de Francesco Gattoni, Manosque, Le Bec en l'air éditions  (ISBN 978-2-916073-26-2).
- 2014 : Rome, par-delà les chemins, trad. par Claude Bleton, photographies de Francesco Gattoni, Manosque, Le Bec en l'air éditions  (ISBN 978-2-36744-061-3). Inédit en espagnol
- 2014 : « Carnet de bord », trad. par Julia Polack-de Chaumont, Portraits, n°1, printemps 2014, p. 104-109.  Inédit en espagnol

#### Reportage
- 2012 : « 24 heures dans la vie d'une femme cubaine », trad. par François Gaudry de « 24 horas en la vida de una mujer cubana », Feuilleton, n°4, été 2012, p. 155-166,  (ISBN 978-2-36468-010-4) Inédit en espagnol.